# Mahmoud Kabadou
Mahmoud Kabadou (arabe : محمود قابادو), né en 1812 à Tunis et mort le 17 septembre 1871 à Tunis, est un théologien et universitaire tunisien.
Ce cheikh est considéré, avec son professeur Sidi Brahim Riahi, comme le premier religieux réformateur en Tunisie et le premier idéologue moderne de la notion de progrès en islam. Il devient le maître à penser de Kheireddine Pacha, des généraux Husseïn et Rustum dont il est le professeur, mais aussi de nombreux autres oulémas réformateurs de l'université Zitouna dont Mokhtar Chouikha, Mohamed Snoussi ou encore Mohamed Bayram V.

## Biographie
Né en 1812 dans une noble famille chérifienne originaire de Sfax et installée à Tunis au XVIIIe siècle, Mahmoud Kabadou quitte la Tunisie pour étudier dans un centre soufi de Tripolitaine, celui de la tariqa Madaniyya, une branche de la Derkaouiyya. Finalement, il se rend à Istanbul où il s'associe avec l'éminent juriste Arif Bey, Cheikh El Islam (turc : seyhul-islam), un partisan des réformes des tanzimat alors en cours dans l'Empire ottoman. Il constate alors personnellement les effets concrets de ces transformations dans la société ottomane.
En 1842, le bey de Tunis, Ahmed Ier Bey, lui-même un réformateur, envoie son secrétaire particulier (probablement Ibn Abi Dhiaf) à Istanbul pour offrir à Kabadou un poste dans le premier lieu d'enseignement moderne en Tunisie, la nouvelle École militaire du Bardo. Kabadou accepte et rentre à Tunis, devenant professeur d'arabe et d'études islamiques,. Pendant de nombreuses années, il est « l'un des professeurs les plus éminents », non seulement au Bardo, mais aussi à l'université Zitouna de Tunis. Kabadou et d'autres appliquent au développement éducatif de cette dernière une ligne islamique réformatrice,. Il pousse également le souverain à fonder une bibliothèque au sein de la Zitouna, El Ahmadiyya, contenant plusieurs livres achetés dans le monde entier. Il traduit d'ailleurs bon nombre de livres d'histoire et de sciences modernes en arabe.
Dans le contexte des changements gouvernementaux et sociaux initiés par Ahmed Ier Bey, qui font de cette époque une période de modernisation, Kabadou devient un important membre du « parti » de la réforme dirigé par le ministre beylical Kheireddine Pacha. Ces réformes se poursuivent sous le règnes des beys suivants, Mohammed Bey et Sadok Bey. Kabadou soutient et aide le premier à mettre en place le Pacte fondamental du 9 septembre 1857, prémisse de la première constitution d'un État arabo-musulman promulguée par le second le 26 avril 1861 ; Kabadou voit néanmoins avec tristesse la suspension de cette dernière à l'instigation des ministres Mustapha Khaznadar et Mustapha Ben Ismaïl.
Au cours de sa carrière, Mahmoud Kabadou sert aussi dans la magistrature musulmane comme cadi auprès du juge en chef du Bardo. En 1868, il devient mufti malékite. Considéré comme l'un des réformateurs religieux les plus respectés du pays, ce « pieux mystique » demeure également un leader soufi.
Il meurt en 1871 à Tunis.

## Écrits
Partisan précoce de l'enseignement des sciences modernes, Kabadou publie en 1844 un traité discutant le rôle clé joué par l'apprentissage technique dans la puissance européenne, El Dibaja ou L'Ornement, texte fondateur de l'idéologie tunisienne du progrès. Il y constate le déclin des États musulmans par rapport aux nations européennes qui bénéficient de leurs découvertes dans le domaine scientifique et particulièrement militaire. La science n'étant pas été interdite aux musulmans, il articule une position légitimant les emprunts extérieurs. Il défend par ailleurs vigoureusement les réformes d'Ahmed Ier Bey concernant l'armée et l'enseignement. Pour cela, il met en évidence le rôle primordial de l'ijtihad, occulté par les musulmans jusqu'ici. Son traité est publié et sert d'introduction à un texte français sur la science militaire, qui est traduit en arabe pour l'Académie militaire du Bardo,.
À partir de 1860, Kabadou devient un « membre important » de l'équipe de rédaction d'un nouveau journal, le seul en Tunisie à cette époque, la gazette Arra'id Attunisi,,. Kabadou a également écrit des versets et apprécie d'être « reconnu comme un poète de premier plan ».
Plus tard, il devient lui-même l'objet d'une étude publiée en Tunisie durant les années 1870.

## Réformateur
La période de réformes touchant la régence de Tunis au XIXe siècle a souvent été célébrée, bien qu'elle ait laissé des résultats mitigés. De ses efforts a surgi « une nouvelle conscience politique à Tunis », incarnée par « un groupe d'hommes d'État, d'officiels et d'écrivains réformateurs » aux vues similaires : 
« Ce groupe a eu deux origines : l'une était la mosquée Zitouna, siège de l'apprentissage islamique traditionnel, où l'influence d'un enseignant réformateur, le cheikh Mahmoud Kabadou, a été ressentie ; l'autre a été la nouvelle École militaire du Bardo, mise en place par Ahmed Bey, avec des enseignants [étrangers], et le même cheikh Kabadou comme professeur d'arabe et de sciences religieuses. »

La réforme en Tunisie a été principalement l'œuvre des politiciens : le plus créatif et efficace d'entre eux a été le mamelouk Kheireddine Pacha, ministre et grand vizir. Étudiant du cheikh Kabadou, il est conscient de la pertinence pour la Tunisie du mouvement réformateur des tanzimat bien qu'il soit alors contesté à Istanbul. Dans le même temps, des membres importants de la société traditionnelle comme les oulémas — Kabadou, Ibn Abi Dhiaf et Mohamed Bayram V, — favorisent une transformation de la société et contribuent à ces changements : 
« Kabadou et Kheireddine ont étroitement collaboré à la question cruciale de la réforme ; qu'un mamelouk devienne un intime intellectuel d'un membre prestigieux de l'establishment religieux constitue un indice de profonds changements. L'ardeur de Kheireddine en faveur de l'éducation a été un produit de ses fréquentes interactions avec Kabadou et d'autres universitaires de Tunis... »

Lorsque le conservateur Mohammed Bey monte sur le trône en 1855, il s'oppose au changement : « une sorte de guerre froide entre réformateurs, avec Kabadou et Kheireddine, et conservateurs » se met en place. Pourtant, le bey se laisse finalement convaincre « par certains partisans de la réforme au sein de la Zitouna que le pays devait être réorganisé » : 
« Kheireddine a conduit le « mouvement constitutionnel » qui incluait des figures telles que Kabadou, Bayram V, Bouhageb et Abi Dhiaf, parmi un petit groupe de personnalités réformatrices et d'inspiration occidentale. La constitution de 1861, le premier document de ce type dans le monde musulman, le conseil législatif et les organismes civils créés à sa suite, tous ont eu le soutien de Kheireddine et de ses co-réformateurs. »

Kabadou avec d'autres oulémas réformistes, surtout Salem Bouhageb et Mohamed Bayram V, a aussi fourni une aide à Kheireddine lorsqu'il rédige son traité discutant et défendant l'orthodoxie islamique de la réforme, Aqwam al masalik, publié en 1867 : 
« Il faut ajouter ici que Kheireddine a été énormément influencé dans ses vues par Mahmoud Kabadou, le grand penseur tunisien du XIXe siècle, avec qui il a travaillé à l'Académie. »
Mahmoud Kabadou a donc joué un rôle clé dans les réformes de modernisation et de « construction institutionnelle » qui ont servi de plateforme pour de nouvelles réformes mises en place après l'indépendance du pays en 1956. Les alliances stratégiques formées entre oulémas de la Zitouna et hommes politiques, auxquelles Kabadou a participé, ont servi plus tard de base aux développements de l'histoire sociale de la Tunisie du milieu du XXe siècle.